# Quad flat package

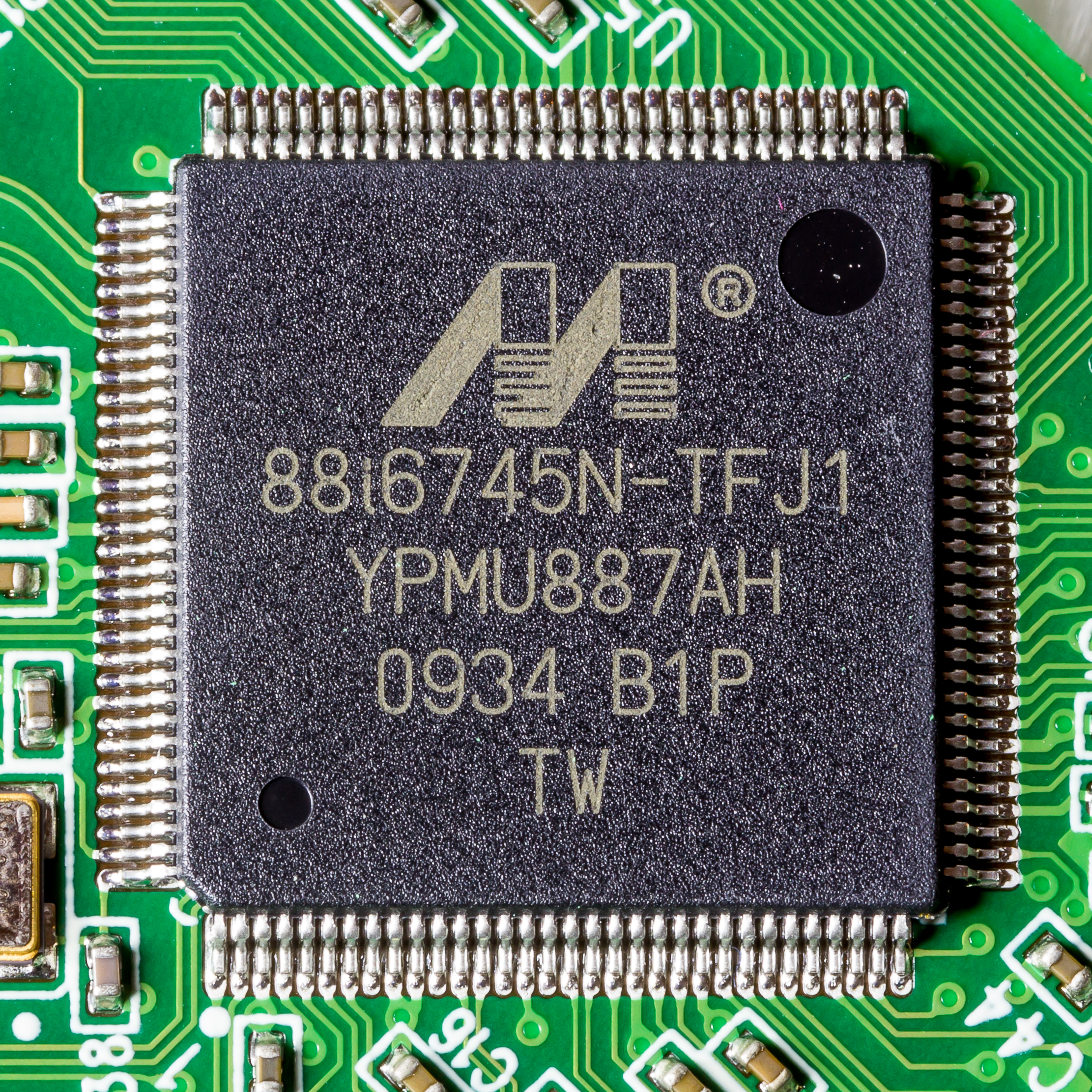
Een communicatiechip in QFP-behuizing.

Quad flat package (QFP) is een type behuizing voor geïntegreerde schakelingen met aansluitpunten aan vier zijden van de microchip.
Een QFP-behuizing heeft doorgaans tussen de 32 en 200 aansluitpinnen die in een tussenliggende afstand van 0,4 tot 1 mm zijn aangebracht. Bij minder aansluitpinnen wordt vaak gekozen voor een small outline package (SOP), bij meer pinnen een ball grid array (BGA).
Een directe voorganger van de QFP was de plastic leaded chip carrier (PLCC), die een grotere pinafstand van 1,27 mm en een aanzienlijk hogere behuizing heeft.

## Varianten
Naast de basisvorm van een vierkante behuizing met pinnen aan alle vier de zijden, worden er ook andere uitvoeringen gebruikt. Deze verschillen meestal in het aantal pinnen, tussenliggende pinafstanden en gebruikte materialen.
Enkele varianten zijn:
- BQFP (Bumpered Quad Flat Package)[1]
- CQFP (Ceramic Quad Flat Package)[1]
- LQFP (lage behuizing)
- PQFP (plastic)
- VQFP (zeer kleine behuizing)
- TQFP (Thin Quad Flat Package)[1]